# サバンジュ財閥

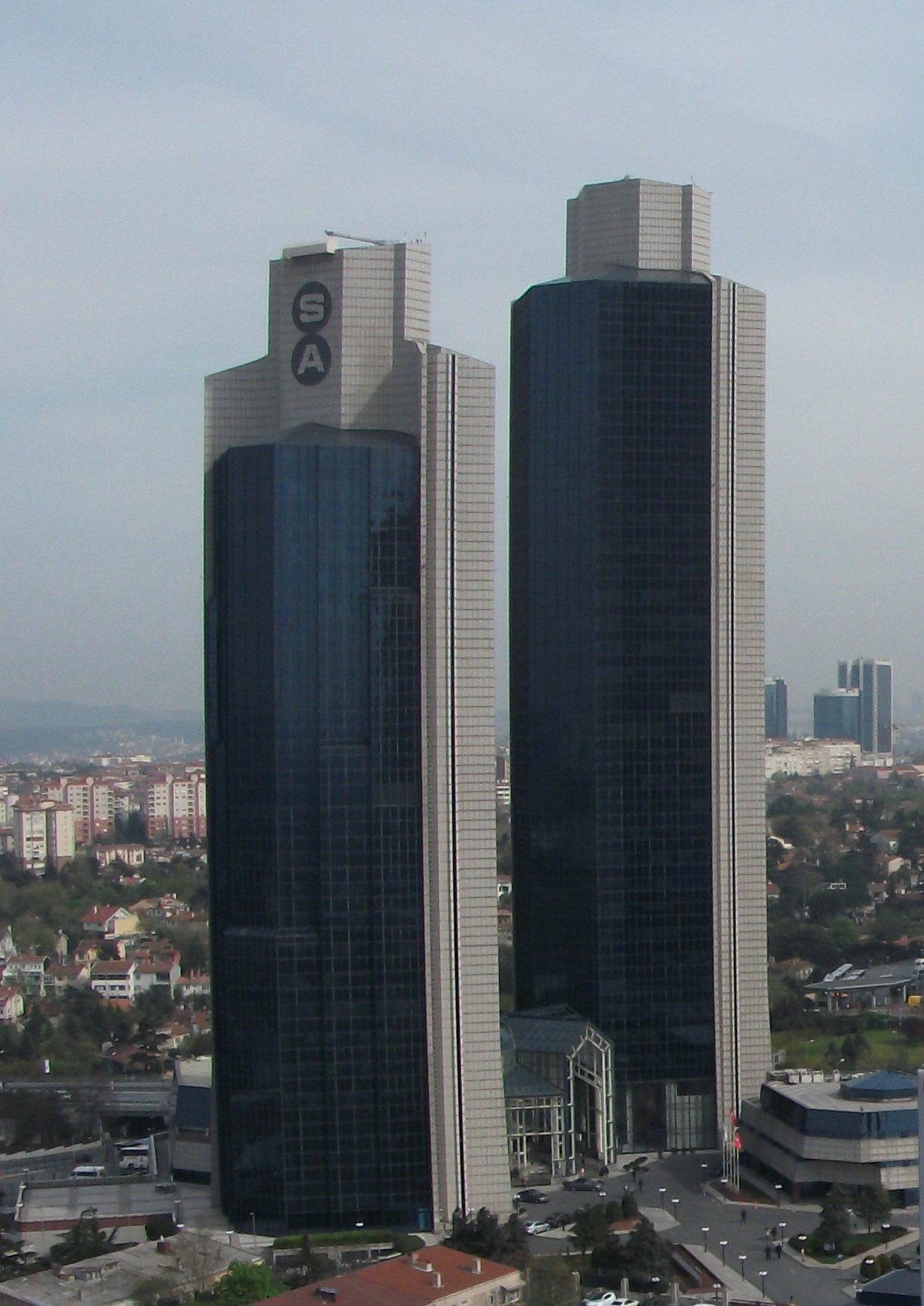
トルコイスタンブール県第4レヴェントにあるサバンジュ財閥タワービル

サバンジュ財閥（サバンジュざいばつ、Sabancı grubu）は、持株会社のサバンジュ・ホールディング（Sabancı Holding）を頂点とする、トルコ最大の財閥。現在のサバンジュ・ホールディング会長はギュレル・サバンジュ(Güler Sabancı)。先代のサクップ・サバンジュ(Sakıp Sabancı)は慈善家として知られ、とくに教育・医療機関に多額の寄付を行っていた。この功績を讃えられ、サクップの葬儀は国葬として執り行われた。
グループの上場企業は11社。主な企業は、金融部門のアクバンク（Ak Bank：銀行）、アク・シゴルタ（Ak Sigorta：保険）。自動車部門のトヨタ・サ（Toyota SA：トヨタ自動車との合弁、乗用車）、テム・サ（Temsa：バス）、流通部門のカルフール・サ（CarrefourSA：カルフール）などほか多数。トヨタ・サではカローラなどを生産し、ほとんどが欧州へ向けて輸出されている。